# Сергеевка (Апостоловский район)
Сергеевка (укр. Сергіївка) — село,
Владимировский сельский совет,
Апостоловский район,
Днепропетровская область,
Украина.
Код КОАТУУ — 1220382203. Население по переписи 2001 года составляло 214 человек.

## Географическое положение
Село Сергеевка вытянуто вдоль пересыхающего ручья с запрудами на 4 км.
На расстоянии в 3 км расположены сёла Спасское (Широковский район) и Фёдоровка (Высокопольский район).